# José Fondevila García
José Fondevila García (Bermés, 22 de junio de 1884-Cholula, 19 de diciembre de 1973) fue un sindicalista español exiliado en México.

## Biografía
Nace en 1884 en la parroquia de Bermés, Lalín. A los 17 años emigra a Buenos Aires, donde se inicia en la actividad sindical. Recorre varios países americanos: Brasil, Chile. Perú, Estados Unidos, México, participando en diversas luchas laborales. Termina su periplo en Nueva York. donde se establece como mecánico.
Cuando se proclama la Segunda República regresa a Lalín, donde se convierte rápidamente en el líder del movimiento obrero de la comarca, muy desarrollado por la presencia de los ferroviarios que construyen la línea Orense-Santiago. Vinculado a la Sociedad Obrera de Donsión (UGT), se afilia al PSOE en 1936. A los pocos días del Golpe de Estado del 36 un grupo de falangistas intentan apresarlo, pero Fondevila consigue huir, aunque herido. Se esconde hasta lograr pasar a Portugal, desde donde embarca para Francia y desde allí pasa a territorio de la República. Nombrado comisario de guerra, participa en la Batalla de Brunete y en la toma de Teruel.
Tras pasar la frontera francesa en 1939, es internado en un campo de concentración. Disfrazado, regresa a Lalín en 1942, confiando en una presunta amnistía, pero viendo la situación, decide coger el camino del exilio por Portugal, desde donde embarca para México en octubre. Allí intentó ganarse la vida como mecánico, con algunos intentos en EE. UU. para presentar un "lanza bombas" de su invención al ejército norteamericano. Tras varios años de internamiento en un hospital muere en Cholula, (México) en 1973.